# Sanford John Palairet Scobell
Sir Sanford John Palairet Scobell, britanski general, * 1879, † 1955.